# André Granet
André Granet (Parigi, 6 maggio 1881 – Parigi, 27 ottobre 1974) è stato un architetto e imprenditore francese.

## Biografia
Figlio dell'architetto Antoine-Louis Granet (1852-1935) si sposò nel 1922 con Geneviève Salles, nipote di Gustave Eiffel.  Dopo gli studi a Parigi al liceo Condorcet e alla scuola di belle arti, nel 1901, entrò nell'atelier de Gaston Redon dove conobbe  Roger-Henri Expert (1882-1955), con il quale collaborò qualche anno dopo.
Dopo la laurea nel 1907 lavorò in Francia fino al 1971 e fu autore di molte residenze private, di edifici industriali e per uffici. Senza dubbio le sue opere più importanti furono l'hôtel Splendid (1927) e l'Atrium Casino (1928) a Dax: due capolavori dell'Art déco. Fra le sue opere più studiate e ammirate si ricordano anche: la fabbrica Gnome et Rhône a Gennevillier, 1906-1913, i quartieri operai a Lomme, 1906-1913, la fabbrica bd Kellermann, 1916-1920.
Con Auguste Perret, partecipò alla realizzazione del Teatro della Arti decorative per l'Esposizione internazionale del 1925. Disegnò inoltre con Roger-Henri Expert le decorazioni dell'Esposizione coloniale del 1931 e quelle dell'Esposizione universale del 1937. Il suo nome fu anche legato alla produzione di tutti i decori del Salone dell'aviazione di Parigi dal 1909 al 1968.

## Scritti di André Granet
- "La Méthode Taylor appliquée à l'entreprise", Moniteur des Travaux publics, de l'entreprise et de l'industrie, 1918
- "Architecture contemporaine. Construction et décoration", M. de Brunoff, 1922
- "Murs et décors: Tome second, Volume 2", Albert Lévy, 1931
- André Granet, Maignan, Albert Roper, Henri Cangardel, Jean Sauvajol, "Conférences aux cadres des entreprises organisées par l'Union syndicale des industries aéronautiques", 1945